# Sisters (film)
Surorile (titlu original: Sisters, cunoscut ca Blood Sisters în Regatul Unit) este un film american de groază psihologică din 1972 regizat de Brian De Palma. Rolurile principale au fost interpretate de actorii Margot Kidder, Jennifer Salt și Charles Durning. A devenit un film idol.

## Distribuție
- Margot Kidder - Danielle Breton / Dominique Blanchion
- Jennifer Salt - Grace Collier
- William Finley - Emil Breton
- Charles Durning - Joseph Larch
- Lisle Wilson - Phillip Woode
- Barnard Hughes - Arthur McLennen
- Mary Davenport - Mrs. Peyson Collier
- Dolph Sweet - Detectiv Kelly
- Olympia Dukakis -  Louise Wilanski (nemenționat)
- Catherine Gaffigan - Arlene
- Justine Johnston - Elaine D'Anna
- James Mapes - Guard
- Burt Richards - Hospital Attendant
- Bill Durks - a Sanitorium resident